# Духовные миры
Четыре духовных мира, или четыре сферы бытия (мн.ч. ивр. עולמות‎, оламот; ед.ч. עולם‎, олам), — в эманационной теории каббалы четыре ступени удаления божественного света от его первоисточника в виде четырёх качественно различных между собой миров, именуемых Ацилут, Брия, Йецира и Асия. Три последних не разделены между собой внешне, а существуют включёнными друг в друга, подобно концентрическим кругам. Их существование принимается каббалой на основании Книги пророка Исаии (43:7), по выражениям: «Я сотворил» (נראתיו‎, отсюда мир Брия), «Я образовал» (וצרתיו‎; Йецира) и «Я совершил» (עשיתיו‎; Асия).
Эти четыре мира населены различными духами и ангелами:
- миром излучений (Ацилут) управляет исключительно Шехина;
- в мире творения (Брия), под управлением Акатриеля, находятся трон Господа и души праведных;
- мир образования (Йецира) — под управлением Метатрона — населяют «святые твари» (хайот), упоминаемые в видении Иезекиила, и десять разрядов ангелов;
- в мире совершения, то есть видимом (Асия), под управлением Сандальфона, находятся офаним и ангелы, сражающиеся со злом.

Низшие миры реализуют то, что более идеально содержится в высших, а существа и предметы высших миров, воспринимая из первого источника божественные влияния, передают их низшим, служа таким образом каналами или «сосудами» (келим) благодати. Всему, что заключается в более низком мире, можно найти параллель в прообразе, в мире более высоком по своей степени. Человек принадлежит одновременно ко всем мирам.
Наш материальный мир не является самой низшей степенью эманации божественного света: там, где этот свет теряется в полном мраке, образуется «шелуха бытия» (клиппот, «скорлупы», нечистые духи или бесы).

## Эманационная теория
Эманационная теория, которая понимается как свободный акт Божественной воли, старается устранить затруднения, связанные с идеей творения; они — троякого рода:
1. акт творения предполагает перемену в неизменной природе Бога;
2. непонятно, каким образом абсолютно бесконечное и совершенное существо могло создать существа конечные и несовершенные;
3. трудно представить себе творение из ничего (лат. creatio ex nihilo).

Для понимания сущности эманации каббалисты пользуются следующими образами:
- насыщенная водой губка самостоятельно испускает поглощённую ей воду,
- бьющий родниковый ключ,
- солнечный свет, всюду рассылающий лучи;

все они отдают часть своей сущности — не теряя, однако, при этом ни малейшей частицы своей сущности. Последний образ занимает главное место в произведениях каббалистических авторов и оказывает наибольшее влияние на представление последних об эманации.
«Трактат об эманации» («Massechet Aziluth») заключал в себе учение о четырёх качественно различных между собой мирах и, в зачаточной форме, учение о самоограничении Божества (צמצום‎). Форма, в которой здесь изложены основные понятия каббалы, как и требование, чтобы это учение должно быть сохраняемо в тайне, достаточно свидетельствуют о раннем происхождении «Трактата»; он имеет много сходных черт с произведениями гаонейской мистики, особенно с «Сефер Йецира», которое легло в основу всех позднейших каббалистических систем.
Сочинение «Бахир» говорило о «сефирот» двух категорий: прежде всего, выделялись три главные «сефирот» — Свет, Мудрость и Разум, а потом уже следовали семь второстепенных под разными названиями. Сефирот понимались, как первичные принципы мироздания, как первые излучения Божественной Сущности, которые в совокупности своей образуют космос (ивр. כל‎, др.-греч. τό παν). Эманация рассматривалась при этом не как явление, совершившееся в один определённый момент времени, а как постоянное и вечное (перманентное). При этом автор рассматривал эманации как бы происходящими все одновременно, а не в постоянном следовании одной за другой.
Небольшая «Книга образа» («ספר התמונה») пыталась иллюстрировать принцип эманации при помощи графических форм букв еврейского алфавита. Впервые учение о «сефирот» нашло окончательную формулировку, заменившую шаткие и неясные определения, которые давались ранее, когда их рассматривали то как «силы» (כחות), то как «сосуды» или «орудия» (כלים) Божества. Согласно «Книге образа», сефирот являются силами, внутренне и неотделимо (Inhärenz) присущими Богу. Книга учила о двойной эманации — позитивной и негативной, объясняющее проблему происхождения зла; подобно тому, как позитивная эманация произвела всё то, что хорошо и прекрасно, так и вторая — негативная — служит причиной всех явлений зла, безобразия и нечистоты.
Книга «Маарехет Элохут» («Божественная Иерархия») давала учение о потенциальной предвечности мира, поэтому в ней настойчиво подчёркивался динамический характер эманации. Текст повторял доктрину двойной эманации, позитивной и негативной, но с той разницей, что раздвоение эманации начинается только в третьей сефире (נינה — «Разум»). Первые сефирот разделяют природу Божества, являясь непосредственными божественными эманациями, между тем как последние семь менее божественны, потому что они получают своё начало в третьей сефире и образуют основу для всего низшего материального мира. Контрасты и противоречия, господствующие в мире, могут впервые проявиться только в области третей сефиры, так как в абсолютном царстве духа никакая раздвоенность не может иметь места.

## Понимание Вселенной
Сефироты — это общие основные формы всякого бытия. Обусловленная этими формами конкретная вселенная представляет различные степени удаления божественного света от его первоисточника.

### Космос
В непосредственной близости и совершенном единстве с Божеством находится Мир Сияний (Олам Ацила или Ацилут). В этом «мире эманации» (Ацилут), обозначаемом также «Первоначальный человек» (אדם קדמון‎, Адам Кадмон), «сефирот» должны быть понимаемы лишь как предпосылки и условия того конечного, которое должно вступить в бытие; их настоящая деятельность обнаруживается только в следующих трёх мирах.
Бо́льшее или меньшее отличие от Божества представляют следующие миры, которые, по своеобразной методе каббалистов, выводятся следующим образом: в начале книги Бытия (Быт. 1, 2) отношение Божества к миру выражено тремя еврейскими глаголами — творить (бара́), создавать (иецэр) и делать (аса́); отсюда три различных мира:
- мир «творения» (Брия), то есть область творческих идей и живущих ими чистых духов,
- затем мир «создания» (Йецира) — область душ или живых существ,
- и наконец мир «делания» (Асия) — сфера материальных явлений, наш видимый физический мир.

Эти миры не разделены между собой внешним образом, а как бы включены друг в друга, подобно концентрическим кругам.
Низшие миры реализуют то, что более идеально содержится в высших, а существа и предметы высших миров, воспринимая из первого источника божественные влияния, передают их низшим, служа таким образом каналами или «сосудами» (келим) благодати.
Несмотря на свои различия, все эти миры, в сущности, образуют одно единство, причём они относятся друг к другу, «как прообраз к своей копии» (דפוס, דוגמא). Всему, что заключается в более низком мире, можно найти параллель в прообразе, в мире более высоком по своей степени. Космос представляется каббалистам, как великое целое, как живое существо из трёх частей, концентрически обнимающих одна другую; а над всем этим царит, как высший прообраз — мир непосредственной эманации (Ацелут).

### Человек
Человек принадлежит одновременно ко всем мирам:
- по телу и чувственной, страдательной душе (нефеш) он относится к низшему миру явлений,
- по волящему и деятельному началу своей души (руах) он сроден миру созидательных сил,
- своим высшим идеальным духом (нешама) он обитает в мире умопостигаемых существ,
- и наконец в нём есть ещё более высокое начало, теснейшим и глубочайшим образом связывающее его с Божеством — абсолютное единство (иexидa) возводящее его на степень непосредственных сияний (ацилут) вечного света.

Принадлежа ко всем мирам, человек, однако, непосредственно коренится в низшем материальном мире, который через него соединяется с Божеством. Существа, непосредственно живущие в высших мирах — ангелы.

### Ступень ниже
Наш материальный мир не есть самая низшая степень в эманации божественного света; в том крайнем пределе, где этот свет совсем теряется в полном мраке, образуется так называемая шелуха бытия, или скорлупы (Клипот), — это нечистые духи или бесы, столь же многочисленные как ангелы и души, так как на всякое ядро может быть своя скорлупа. Эта нечистая шелуха не имеет собственной сущности: она может исчезнуть, но не может очиститься. Человеческие души, напротив, призваны к очищению и совершенству. Главное средство для этого — перевоплощение; оно двух видов:
- «круговорот» (гильгуль) состоит в постепенном прохождении всех сфер бытия всё в новых телах до полного очищения,
- «прививка» (иббур) означает особое соединение отжившей души с живым человеком, на 7-м или даже на 14-м году возраста, с провиденциальной (исходящей от божества, провидения; предопределённой) целью на благо того или другого, или обоих[1].